# Dogbo
Dogbo is een van de 77 gemeenten (communes) in Benin. De gemeente ligt in het departement Couffo en telt 101.870 inwoners (2013).
De gemeente bestaat uit zeven arrondissementen (Tota, Ayomi, Madjré, Lokogohoué, Honton, Dévé en Totchagni). De stad Dogbo ligt in het arrondissement Tota en wordt daarom ook wel Dogbo-Tota genoemd.

## Geografie
De gemeente ligt op het plateau van Adja. De rivier de Mono vormt de grens met Togo in het westen. In de gemeente ligt het Tobadji-meer en in Agbédranfo zijn er vijvers waar vis wordt gekweekt.
Er zijn twee regenseizoenen en twee droge seizoenen.

## Economie
Tot 2016 was Dogbo de officieuze hoofdstad van het departement Couffo, met de erbij horende administratie. Pas in 2016 werd  Aplahoué als officiële hoofdstad aangeduid voor het departement dat al in 1999 was opgericht.
De landbouw is de belangrijkste economische sector. Het voornaamste gewas is maïs. In het arrondissement Dévé wordt veel rijst geteeld. De handel is ook belangrijk voor de economie.
Dogbo ligt op de baan van Lokassa naar Aplahoué. Er zijn twee ziekenhuizen, het stedelijk ziekenhuis en het ziekenhuis Sint-Camillus.

## Bevolking
De meerderheid van de bevolking bestaat uit Adja. Er zijn ook kleinere groepen Sahouè, Kotafon, Fon, Nago (Yoruba) en Mina.
Opm: Bevolkingscijfers in duizendtallen
Bron: Dogbo Commune in Benin; 1979-2013: volkstellingen
Bron: Institut National de la Statistique Benin; 2013: volkstelling

## Stedenbanden
De gemeente heeft een stedenbanden met Roeselare, Ridderkerk en Kleef.
- Library of Congress Control Number: no2018123759
- Virtual International Authority File: 4730153775057061550003